# Oproller
De oproller of zwarte kogel (Glomeris marginata) is in Nederland en België een vrij algemene soort uit de klasse van de miljoenpoten (Diplopoda).

## Beschrijving
De oproller wordt 7 tot 20 millimeter lang en lijkt uiterlijk op een kruising tussen een kever en een pissebed; een zwartgrijs glanzend lichaam bestaande uit segmenten, met onder ieder segment twee paar pootjes en twee duidelijk zichtbare antennes tijdens het lopen. Bij verstoring rolt de oproller zich helemaal op tussen de rugplaten, wat ook sommige als de oprolpissebed (Armadillidium vulgare) doen, zie onder voor een afbeelding. Het verschil is dat de pissebed meer afgeplat is, de oproller heeft een meer boller en glanzend lichaam, de pootjes zijn veel kleiner en van bovenaf niet te zien. Ook is de kleur van pissebedden (in Nederland en België) grijs en niet bijna zwart en heeft de oproller meer pootjes. Dit komt doordat oprollers niet tot de kreeftachtigen behoren zoals pissebedden, maar tot de miljoenpoten, die allemaal twee paar pootjes hebben per segment, een pissebed heeft maar één paar per rugdeel en mist pootjes onder de laatste segmenten. Mannelijke oprollers hebben 12 segmenten en 19 potenparen, vrouwtjes hebben maar 17 paar pootjes en 12 segmenten. Jonge exemplaren hebben rijen gele tot rode vlekjes op de rugzijde, die na enkele jaren verdwijnen. Sommige exemplaren behouden de vlekken ook als imago en worden als variatie gezien; Glomeris marginata forma perplexa.

## Algemeen
Oprollers worden wel gevonden in tuinen maar voelen zich meer thuis in loofbossen met een dikke strooisellaag, waar ze te vinden zijn onder houtblokken, bladeren en omgevallen bomen. Ze kunnen niet graven of klimmen en bevinden zich meestal op de strooisellaag of onder objecten. Zowel in zure als meer basische omgevingen voelen ze zich thuis. Ze spelen een belangrijke rol bij het omzetten van rottend materiaal naar humus, en maken zo de mineralen weer bruikbaar voor planten. Op het menu staan voornamelijk rottende bladeren en stuifmeel, maar ook mos, aas of paddenstoelen worden wel gegeten. Ter verdediging rolt de oproller zich op als een bal ter grootte van een erwt, waardoor de kwetsbare buikzijde en pootjes worden beschermd. Net als andere miljoenpoten wordt daarnaast een giftige, smerig ruikende en blauwzuur bevattende afweerstof afgescheiden.

## Voortplanting
De voortplantingstijd loopt van maart tot juni, de vrouwtjes zetten de ongeveer 30 eitjes een voor een af in een klein nestkamertje, waarna ze omhuld worden door een laag uitwerpselen ter bescherming. De uitgekomen larven hebben slechts drie paar poten, pas na zes vervellingen zijn ze volwassen. Eenmaal volwassen vindt nog maar 1 vervelling per jaar plaats. De ontwikkeling van oprollers is zeer opmerkelijk, zo duurt het 3 tot 4 jaar eer een pas uit het ei gekropen oproller volwassen is, en kan een totale leeftijd van meer dan tien jaar worden bereikt, wat zeer uitzonderlijk is voor een geleedpotige van enkele centimeters.

## Afbeeldingen

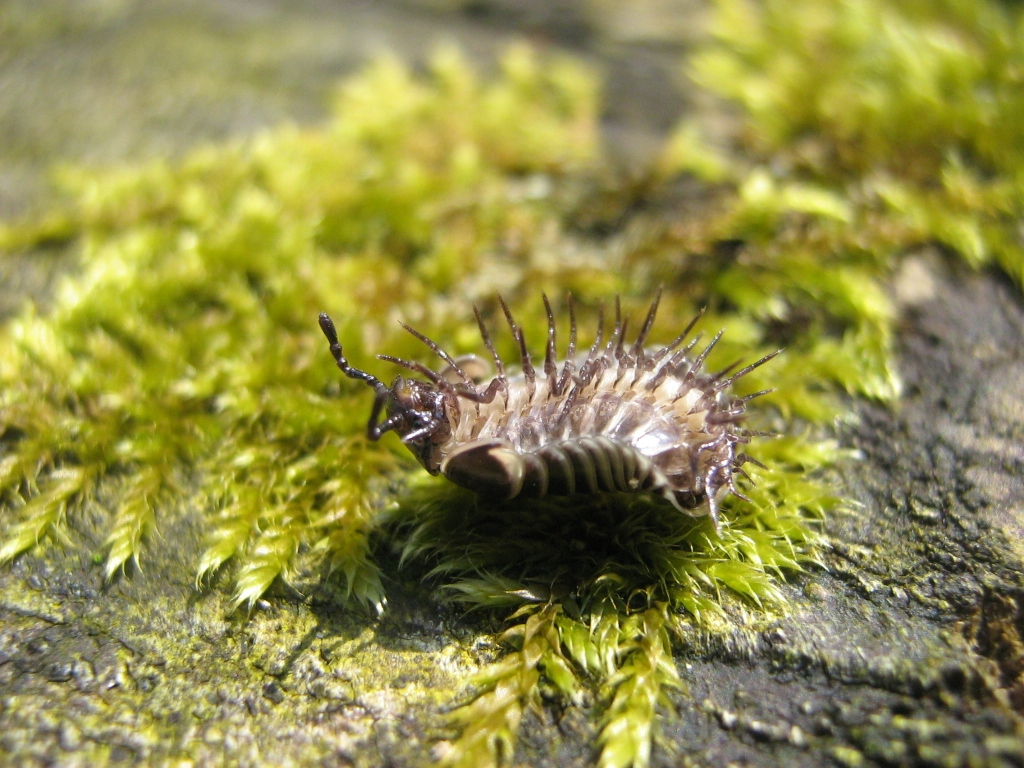
Op de rug...
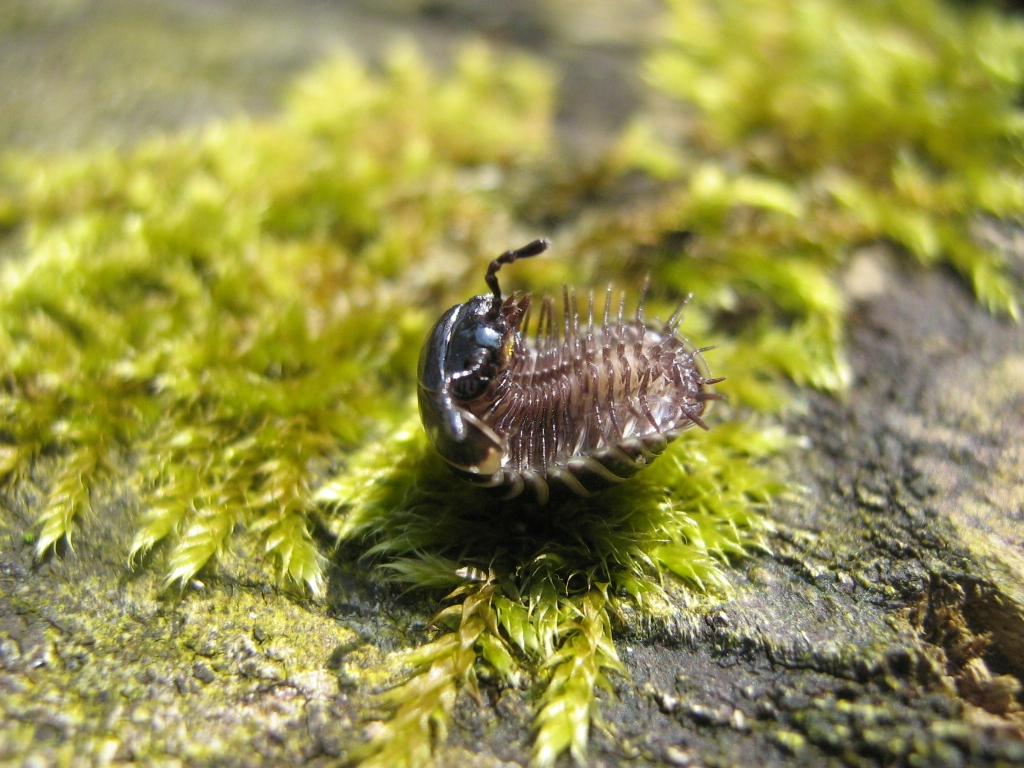
...bijna opgerold...
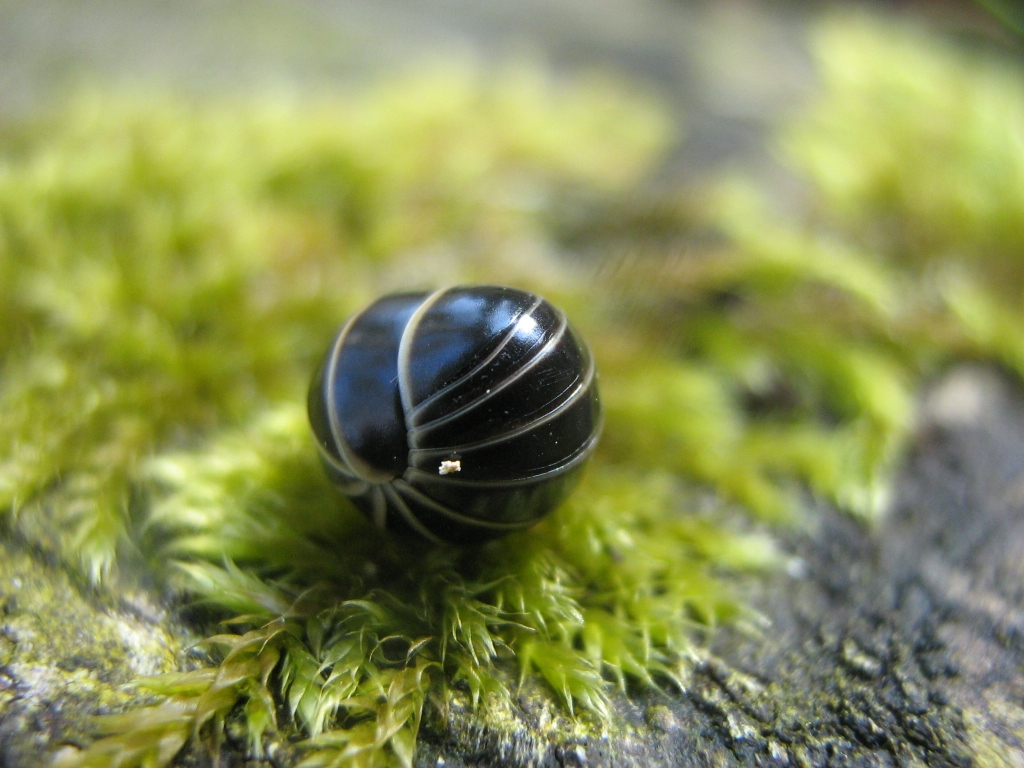
...volledig opgerold.
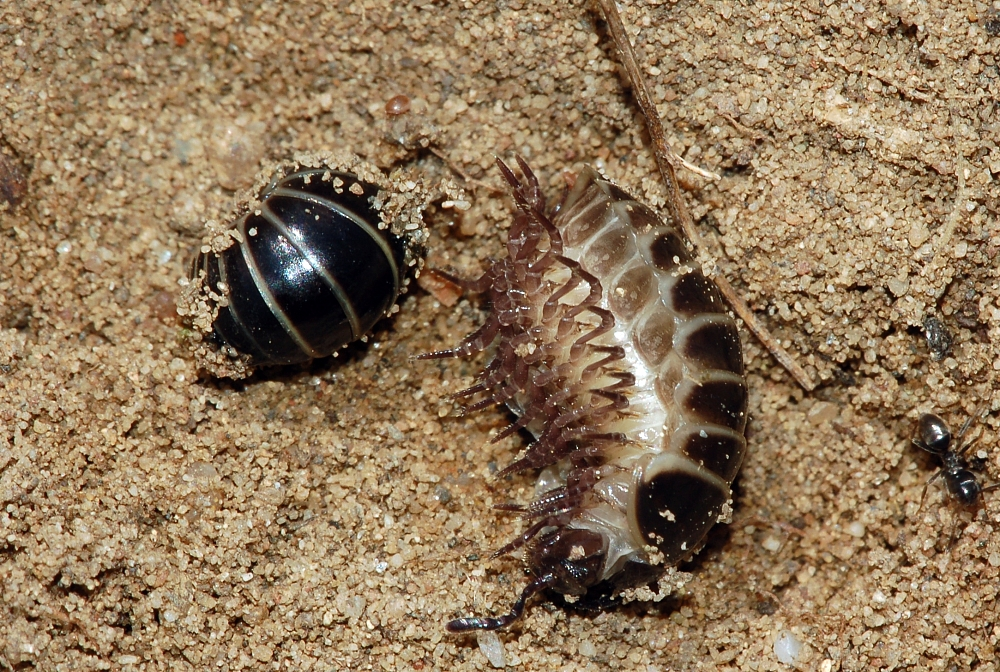
onderkant